# Procesión General del Corpus Christi de Valencia
La Procesión General del Corpus Christi de Valencia es uno de los actos que se realizan durante la festividad del Corpus Christi  de Valencia.
La Procesión General del Corpus Christri de Valencia fue el origen de la Fiesta del Corpus Christi de Valencia, de la que forma parte y es una de las primeras de Europa en celebrarse. Actualmente está declarada, como toda la Solemnidad del Corpus de Valencia Bien de Interés Cultural Inmaterial, quedando constancia en el DECRETO 92/2010, de 28 de mayo, del Consell [2010/6275].

## Historia
La primera procesión de la que se tiene noticia tuvo lugar en 1355, por iniciativa del obispo Hugo de Fenollet, a quien atendió inmediatamente al Consejo de la Ciudad, que convocó clérigos, personas notables y hombres y mujeres del pueblo para que acompañaran a las cruces de sus respectivas parroquias en la procesión del día de la fiesta del Corpus Christi, pero no tuvo continuidad por la Guerra de los Dos Pedros. A partir de 1372 la fiesta del Corpus, reanudada a instancias del obispo de Valencia, el cardenal Jaime de Aragón, tuvo celebración anual, y se convirtió en lugar de encuentro de todos los aspectos espirituales, patrimoniales y de identidad de la ciudad y los habitantes durante varios siglos, al menos hasta finales del siglo XIX. Incluso se repetía y adaptaba para la entrada de reyes y emperadores, y otras ocasiones extraordinarias. Desde entonces la iniciativa de la celebración pública de la fiesta partía del obispo, a través del Cabildo de la Catedral, y era inmediatamente secundada por el gobierno municipal.
En el siglo XX la procesión fue languideciendo, y volvió a ser la iniciativa eclesial y municipal, junto con la religiosidad popular expresada a través del asociacionismo, que recuperaron una fiesta que, más allá de sus elementos espirituales y catequéticos, es una muestra compleja de la celebración del Misterio de la Vida, utilizando varios signos y símbolos a través de todos los sentidos.
Históricamente, la organización y desarrollo de la fiesta ha sido fruto de la colaboración entre el Ayuntamiento de Valencia y el Cabildo Catedralicio. La colaboración del Ayuntamiento de Valencia, más allá de la necesaria separación constitucional entre el Estado y la Iglesia, supone un valor adquirido durante más de seiscientos cincuenta años, así como un privilegio que también ha servido para construir no sólo algunos rasgos más relevantes de la forma en que los valencianos celebramos la fiesta, sino también ha organizado el espacio de la ciudad, de manera simbólica y real, que facilitara el buen desarrollo de las diversas actividades consuetudinarias que componen la fiesta, especialmente la Procesión General.
Esta celebración, ha sido constante desde la Edad Media hasta nuestros días, sin dejar de adaptarse a los diversos presentes que se han sucedido a lo largo de la historia, lo que ha permitido que tone un gran valor como modelo de las demás procesiones de la Comunidad Valenciana, sobre todo aquellas que celebran el Corpus en ciudades, villas y pueblos, con elementos simbólicos imitados de la festividad tal y como se desarrolla en la ciudad de Valencia. Su influencia ceremonial, así como el antiguo derecho desde 1506, exclusivo de la llamada Coronilla de Aragón, de celebrar las procesiones por la tarde, confieren a esta celebración, que utiliza los sentidos, de la vista, del oído, del tacto, del olor y quizás también del sabor, en una fiesta total, típica y tópicamente mediterránea, y sobre todo muy valenciana. Posiblemente la más valenciana de todas las celebraciones cristianas de la Comunidad Valenciana.

## Descripción de la procesión
El orden tradicional de la Procesión General, que deberá adecuarse a la normativa canónica, es el siguiente:
- Banderolas de la Ciudad.
- Cruz de la Catedral.
- Parroquias modernas de la ciudad (preferentemente con sus Cruces parroquiales).
- Gremio de Carpinteros con el pendón.
- Personajes del Antiguo Testamento:
  - San Miguel con dos almas
  - Noé (Agüelo Colomet)
  - Abraham e Isaac
  - Melquisedec
  - Escalera de Jacob
  - Jacob y sus doce hijos (Els Blancs)
  - Moisés y Aarón
  - La Serpiente de bronce
  - Levitas
  - Arca de la Alianza
  - Los Ángeles bobos
  - Altar del sacrificio y candelabro de los siete brazos
  - Exploradores de la Tierra Prometida
  - Portadores
  - Josué (quien para el sol)
  - Sansón
  - Saul
  - David y los Músicos Ciegos
  - Salomón y la Reina de Saba
  - Elías con Ángel y Jezabel
  - Los Profetas Mayores: Jeremías, Isaías, Ezequiel y Daniel
  - Las Matronas
  - Los Profetas Menores
  - Tobías y San Rafael

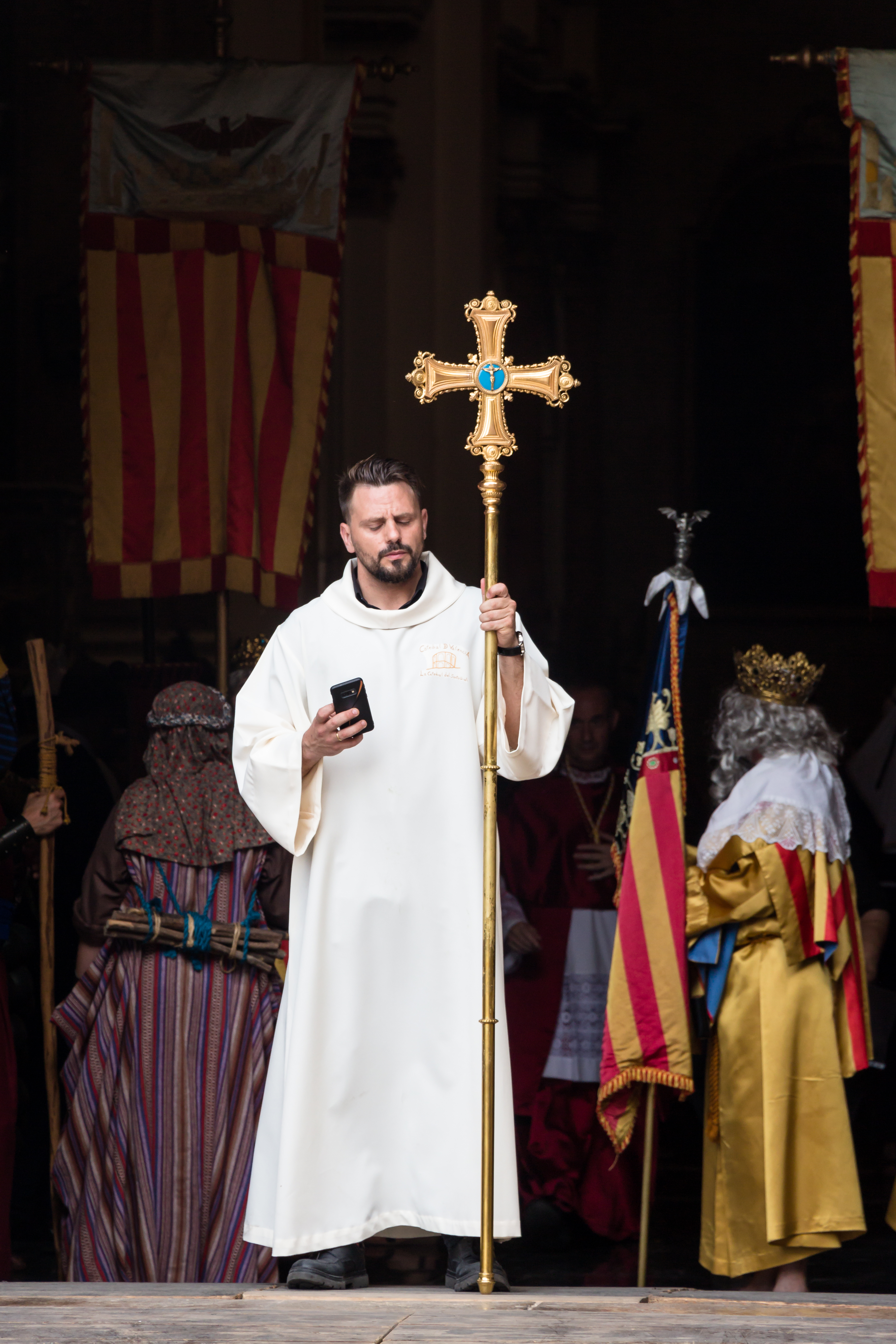
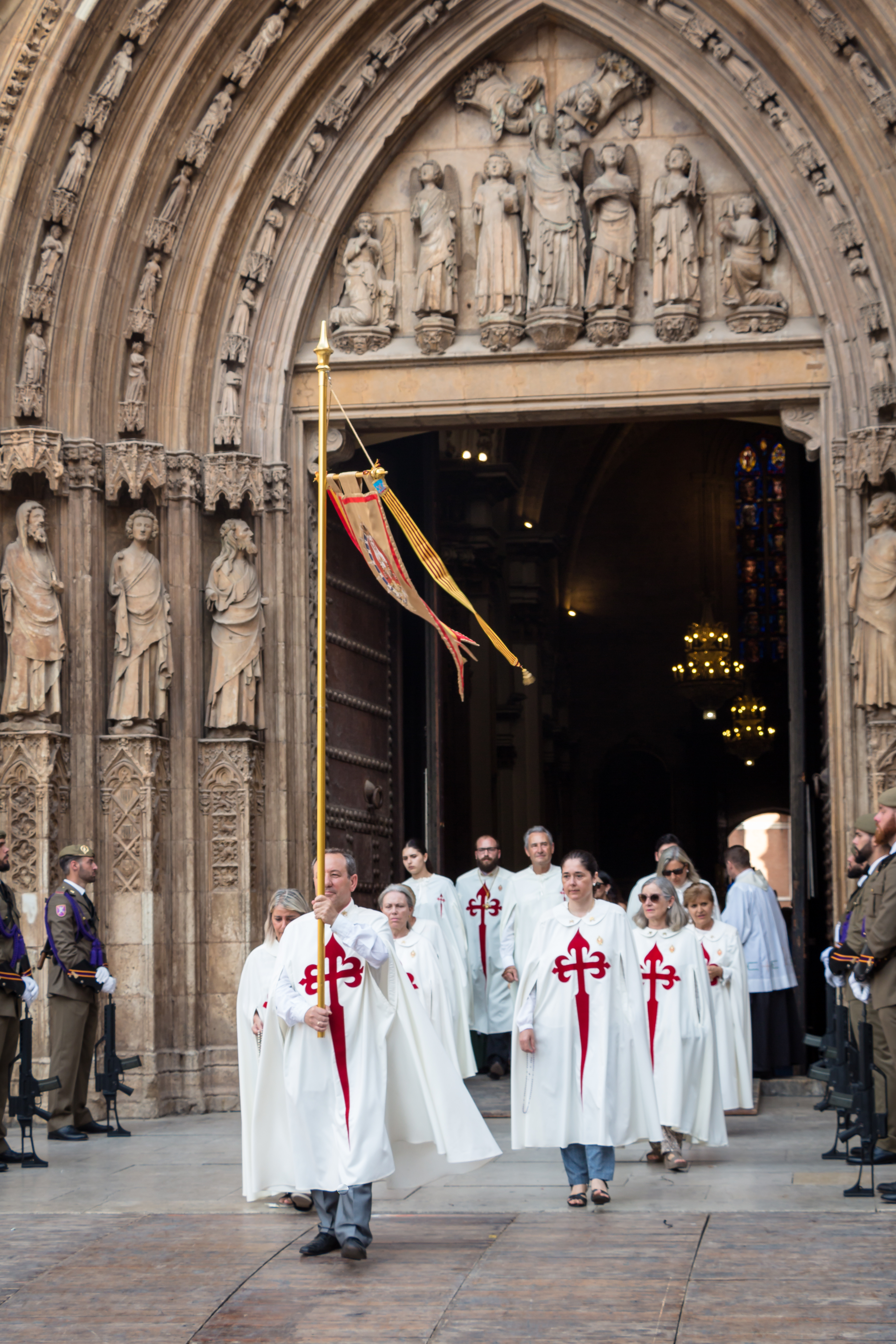
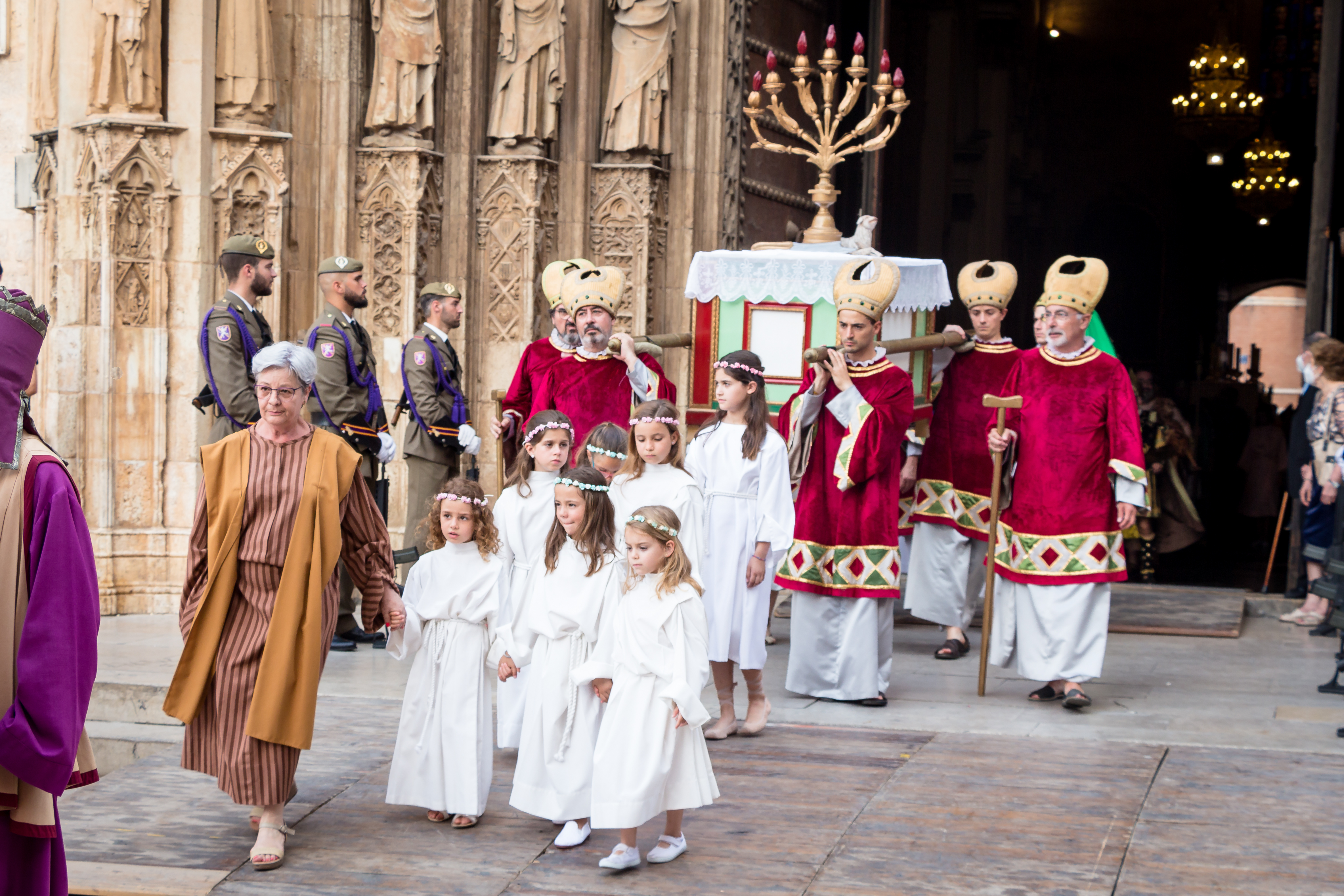
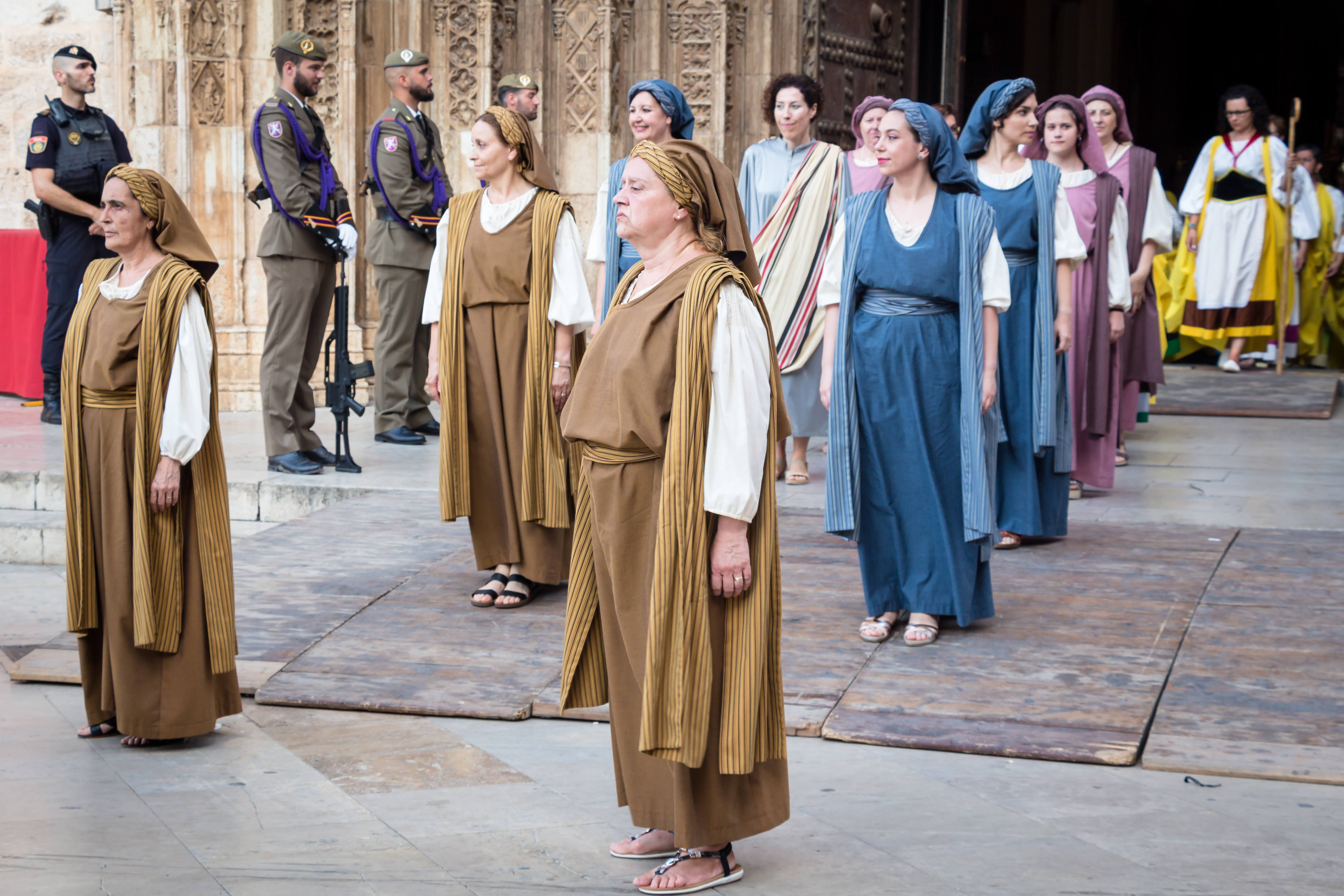
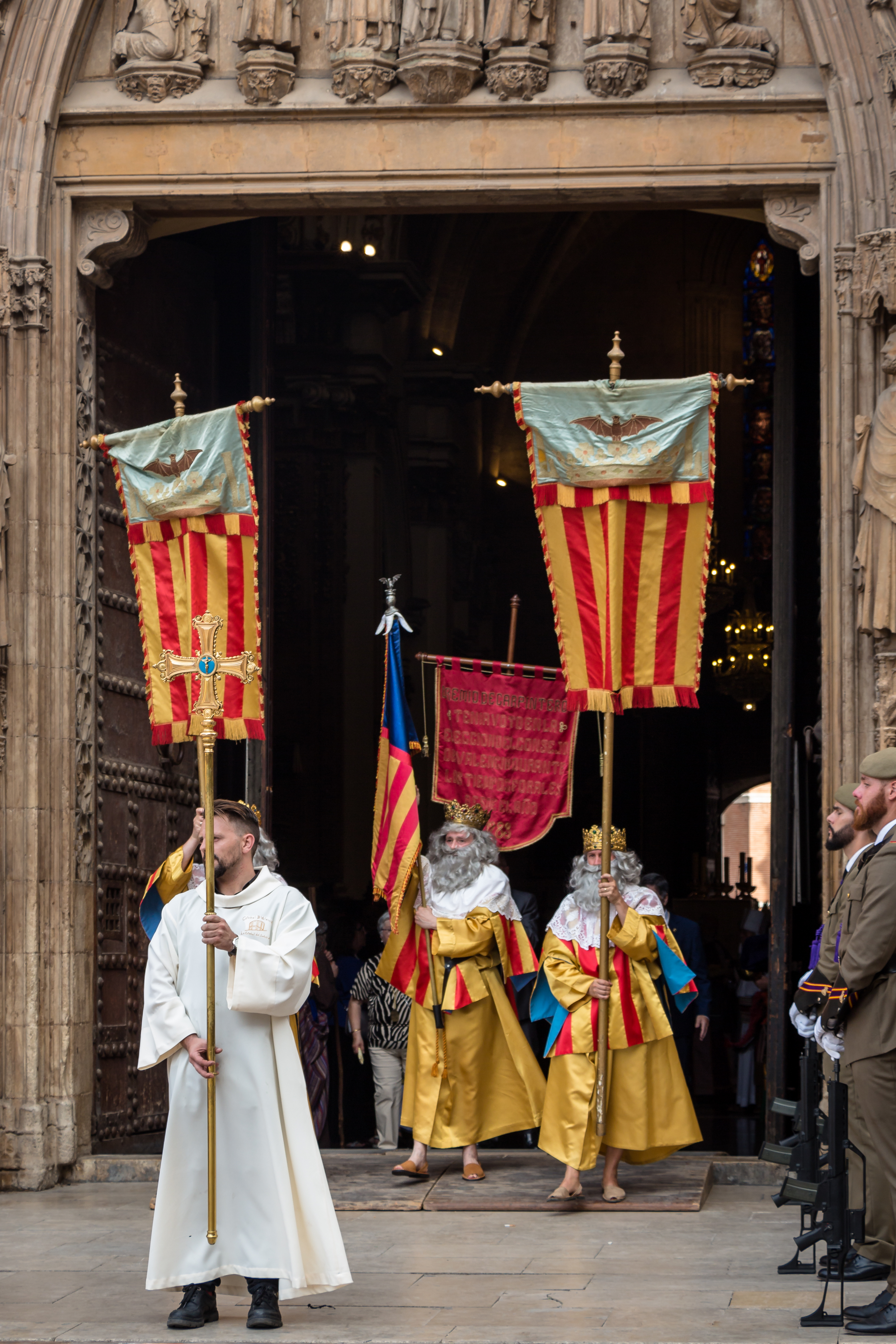
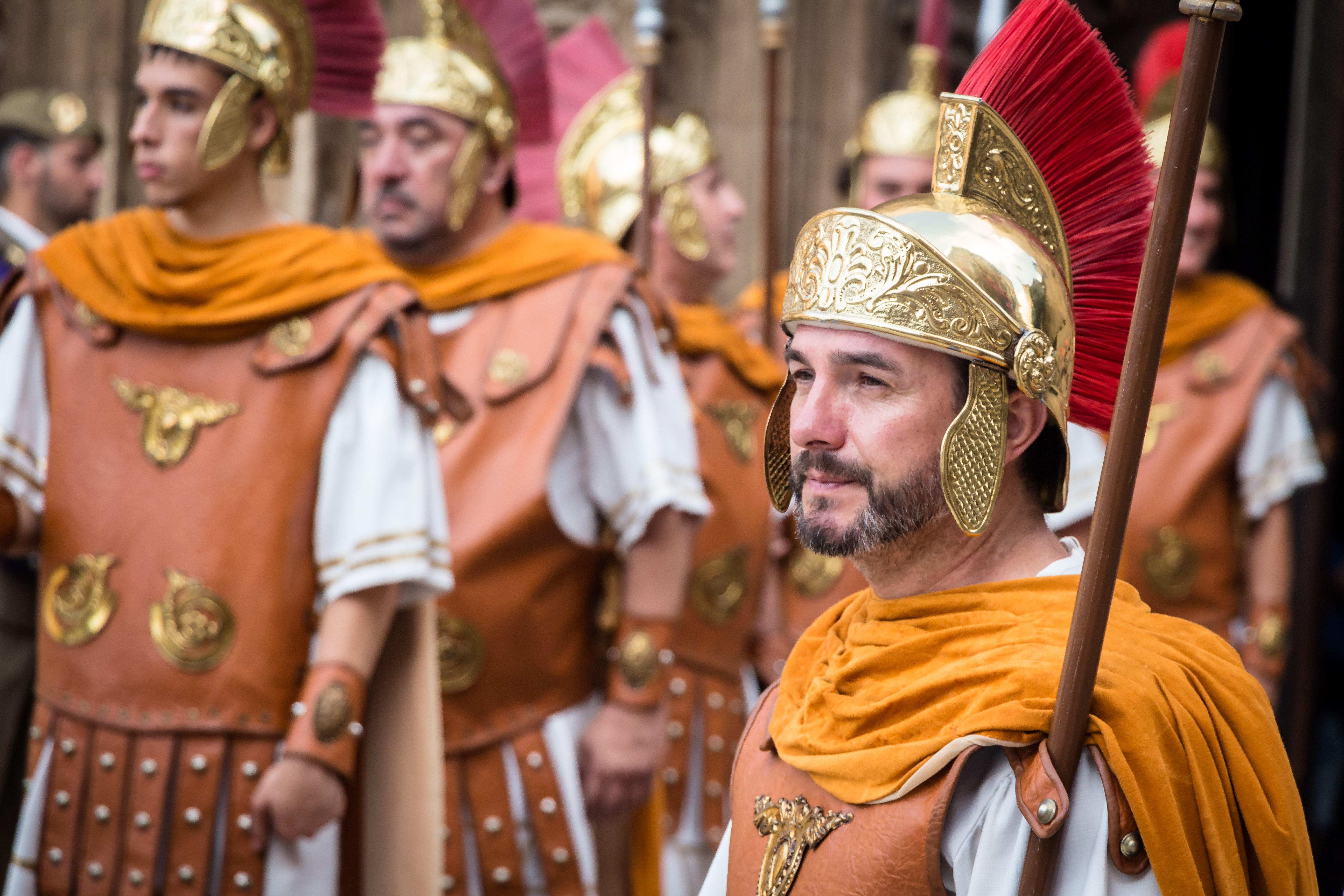
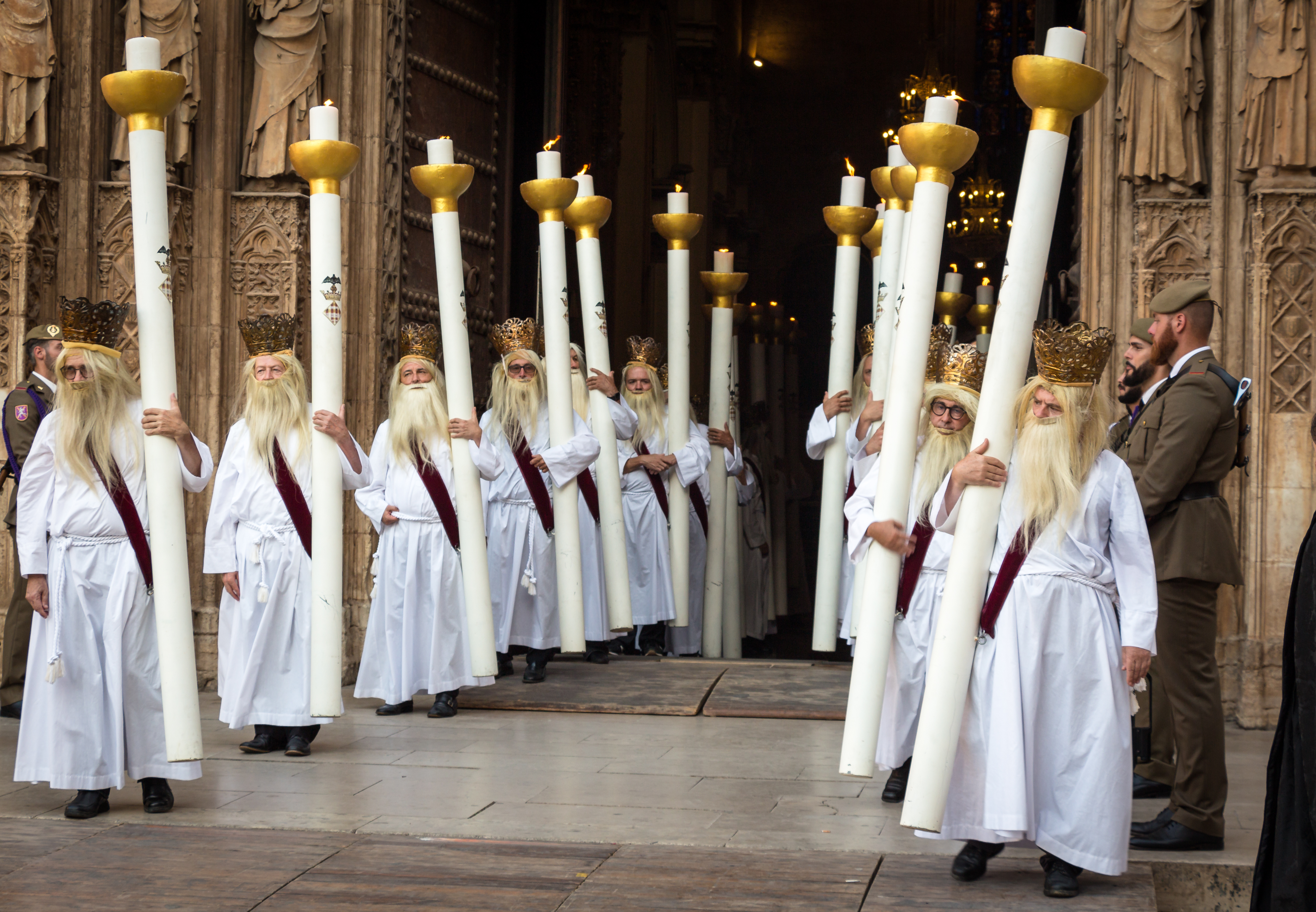
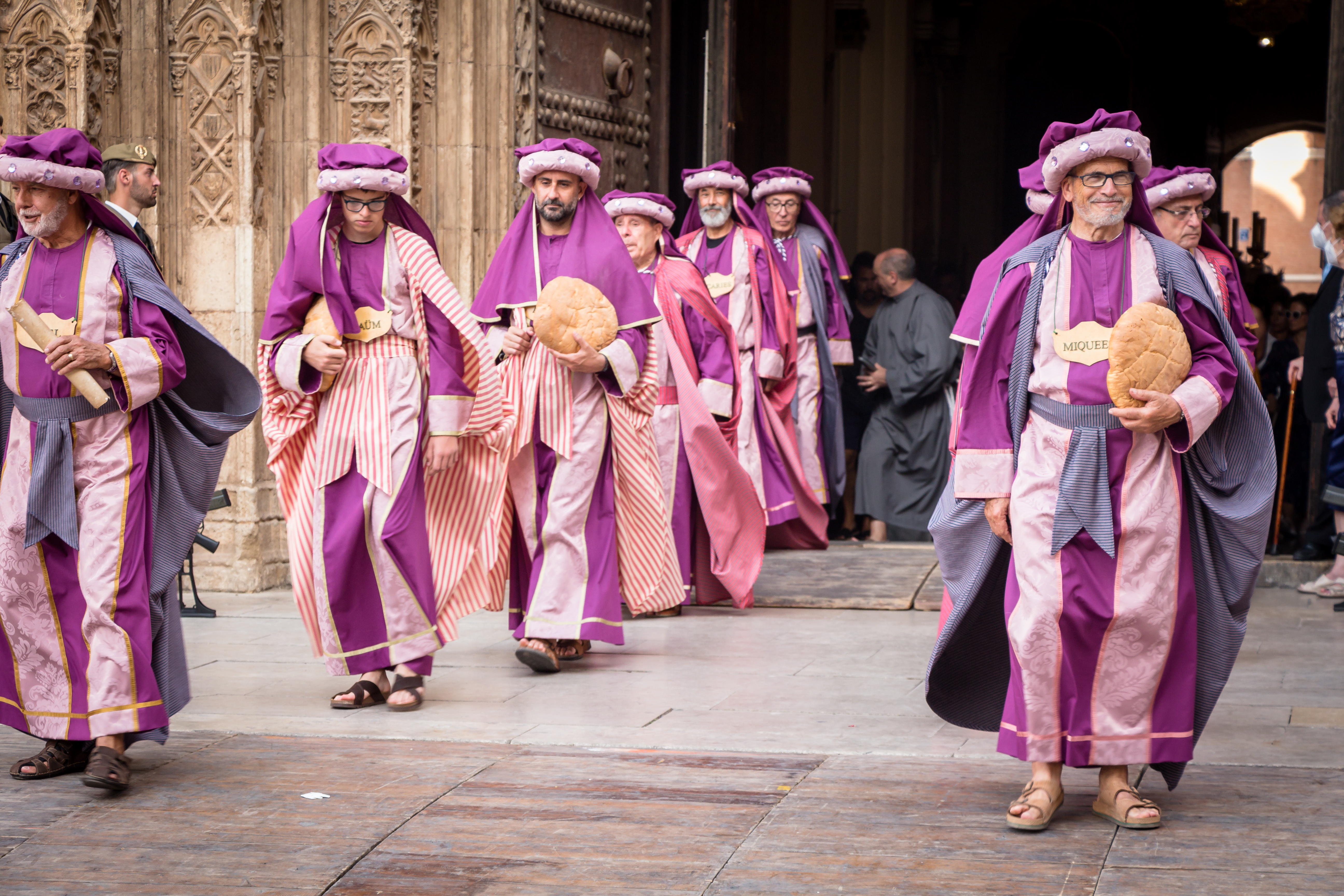
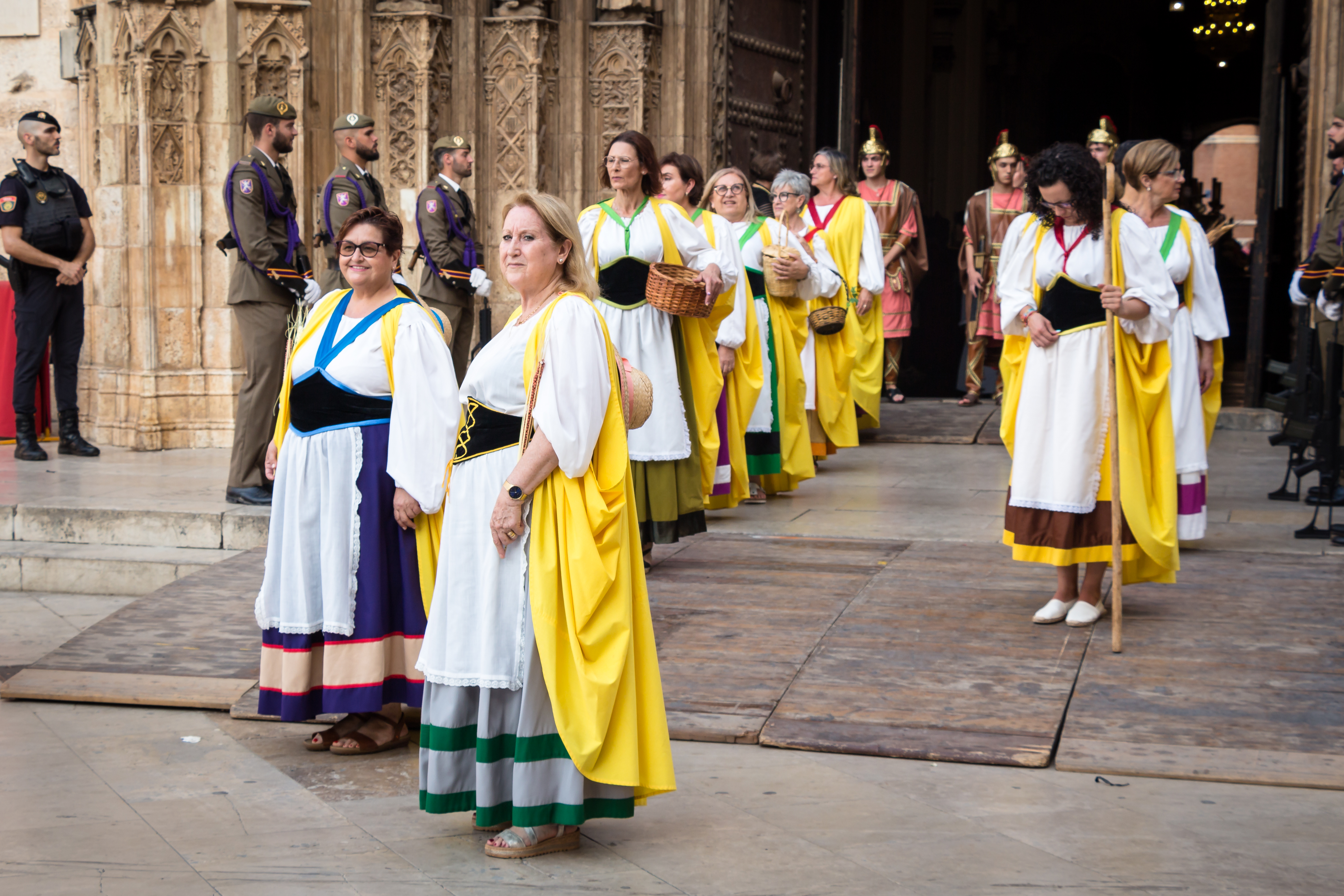
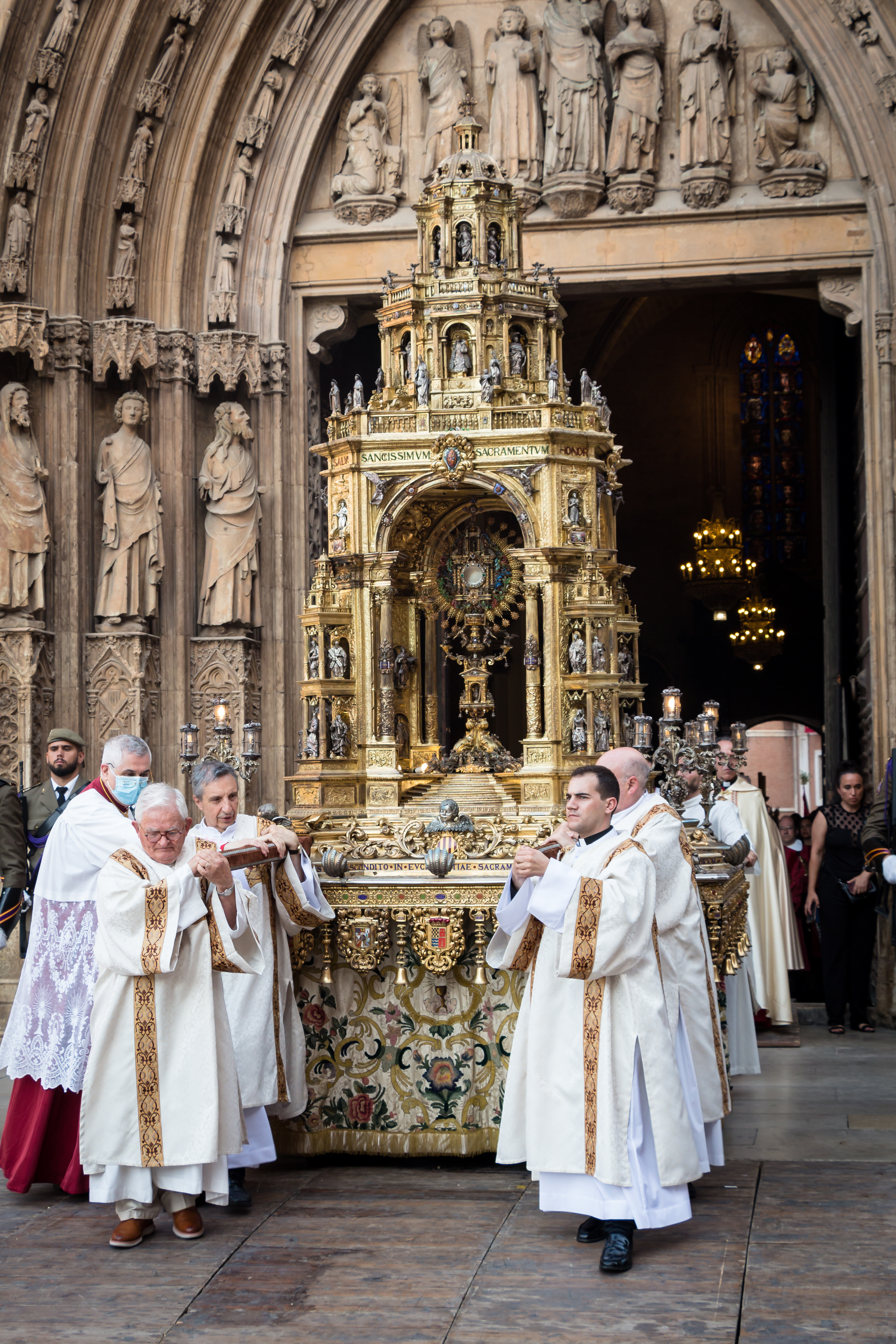
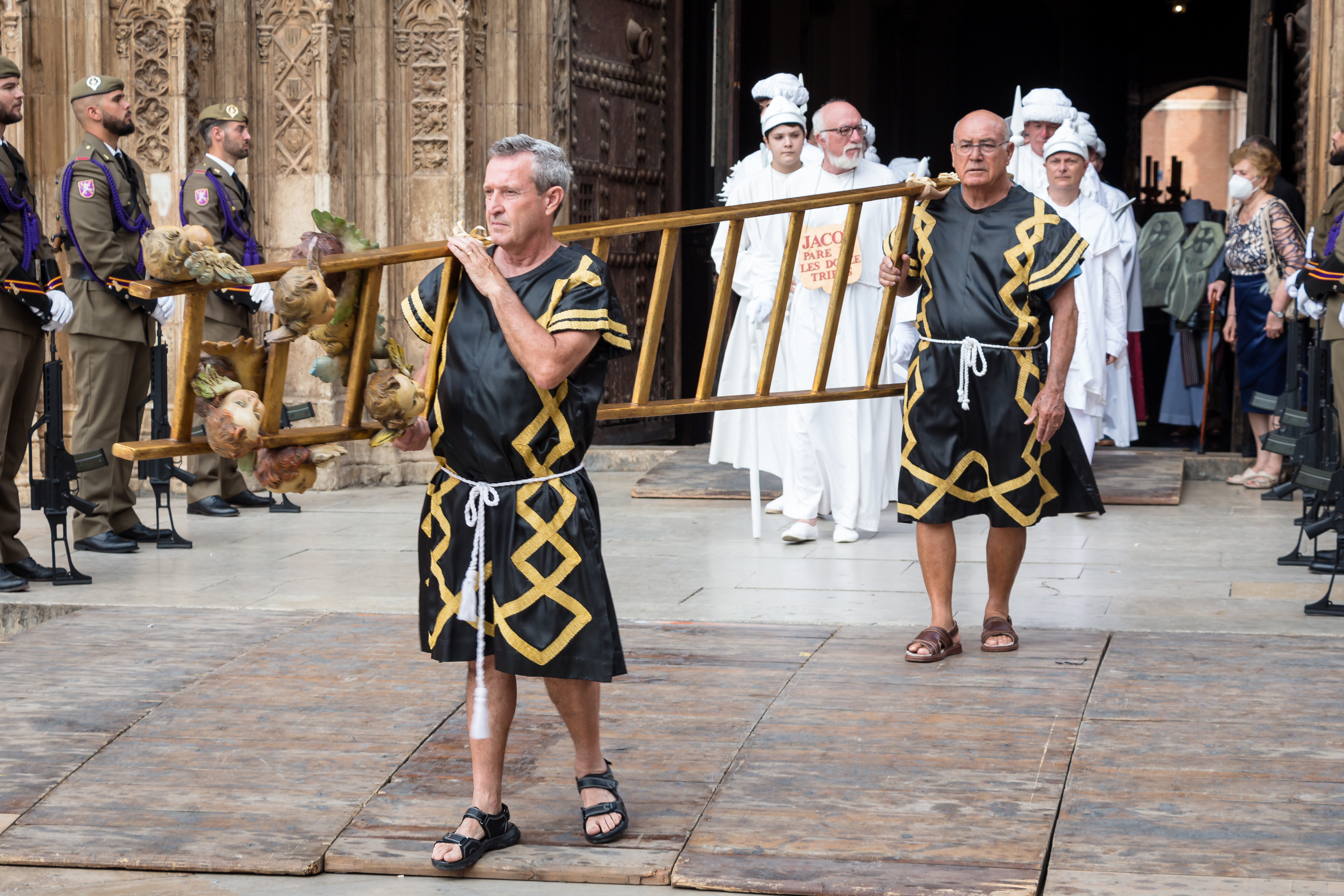
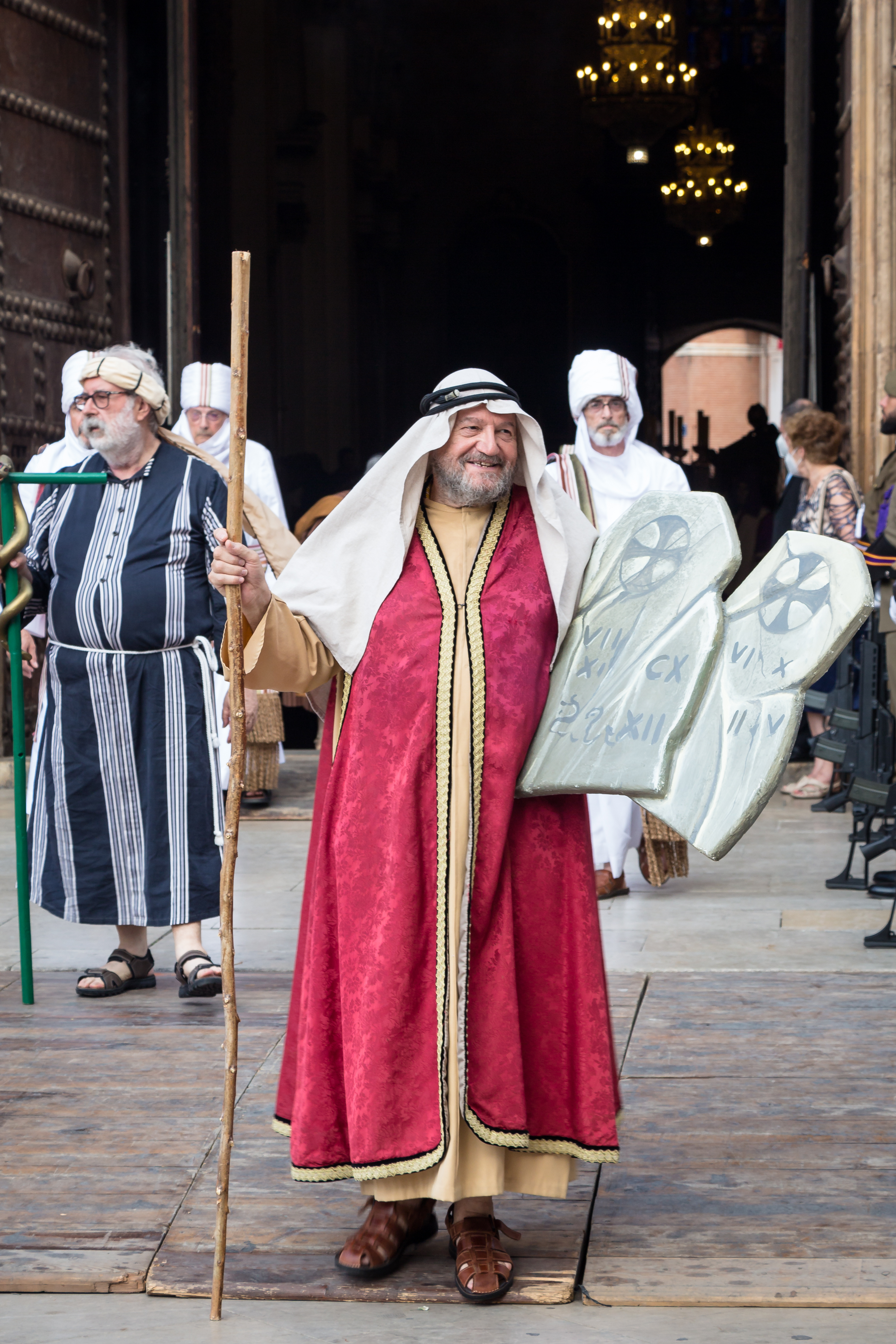

- Gremio de Confiters o Azucareros con el pendón.
- Ángel Custodio de la Ciudad de Valencia.
- Heraldos con las armas de la ciudad.
- La Senyera de la Ciudad.
- Banda Municipal.
- Personajes del Nuevo Testamento por este orden:
  - Simeón y la Profetisa Anna
  - San Juan Bautista
  - Los doce apóstoles
  - Los cuatro evangelistas
  - Las tres Águilas
- Parroquias del centro histórico (preferentemente con los cruces parroquiales).
- Gremio de Horneros con el pendón.
- Gremio de Sastres y Modistas con el pendón.
- Los Misterios
  - Misterio del Rey Herodes
  - Misterio de San Cristóbal y de los Peregrinos con la imagen de San Cristóbal
  - Misterio de Adán y Eva
- Santos eucarísticos
  - San Nicolás y la barca
  - Santa Margarita y la Cuca Fiera
  - San Jorge y el Dragón
  - Santa Marta y la Tarasca
  - Santa María Egipciaca
  - La beata Inés de Benigánim
- Asociaciones e instituciones cívicas y religiosas.
- Los Cirialots.
- Invitados militares y civiles.
- Órdenes religiosas.
- Tintinábulo y umbela.
- Señores capitulares.
- Ministro pertiguero de la Seo.
- Gosser de la Seu.
- Incensarios.
- Custodia del Santísimo Sacramento flanqueada por mancebos y portada por presbíteros.
- Arzobispo de Valencia, sus obispos.
- Autoridades civiles y militares.
- Banda militar y piquete.

### Detalle del recorrido de la procesión
Salida de la Catedral por la Puerta de los Apóstoles, Plaza de la Virgen, Calles: Caballeros, Tossal, Bosseria, Mercado, María Cristina, San Vicente; Plaza de la Reina, Calle: Mar, Avellanes, Palau; Plaza de la Almoina y entrada a la Catedral.